# Wola Brzeźniowska
Wola Brzeźniowska [pronunciación en polaco: /ˈvɔla bʐɛʑˈɲɔfska/] es un pueblo ubicado en el distrito administrativo de Gmina Brzeźnio, dentro del Distrito de Sieradz, Voivodato de Łódź, en Polonia central. Se encuentra aproximadamente a 5 kilómetros al noroeste de Brzeźnio, a 16 kilómetros al suroeste de Sieradz, y a 69 kilómetros al suroeste de la capital regional Łódź.